# Otto Office
 (janvier 2010).
Si vous disposez d'ouvrages ou d'articles de référence ou si vous connaissez des sites web de qualité traitant du thème abordé ici, merci de compléter l'article en donnant les références utiles à sa vérifiabilité et en les liant à la section « Notes et références ».
Otto Office est une société filiale du groupe allemand Otto Group, spécialisée dans la vente par correspondance de fournitures et d'équipements de bureau. 
Otto Office a des filiales en France, en République tchèque, en Belgique et en Slovaquie. Le siège principal d’Otto Office se trouve à Hambourg.
Otto Group détient 75,1 % des parts de l'entreprise.

## Dates clés
- En 1994, le Groupe Otto fonde le domaine d'activité "fournitures de bureau" spécialisé sur les clients professionnels.
- En 1997, l'entreprise prend le nom Otto Büro+Technik et commence à développer sa propre logistique et service client sur le marché allemand.
- En 1999, Otto Office forme en Allemagne une coentreprise avec Bruneau
- En 2000, la société lance ses premiers catalogues et met en ligne une e-boutique, pour la vente par internet. Ouverture de sa filiale française avec son siège social à Villebon-sur-Yvette.
- En 2001, Otto Büro+Technik est rebaptisée « Otto Office »
- Dans les années suivantes, de nouvelles ouvertures ont eu lieu en République tchèque (2004), en Slovaquie (2005) et en Belgique (2007).
- En 2008, Otto Office Allemagne s’ouvre aux clients particuliers avec un site internet qui leur est dédié pour leur commande de fournitures et de matériel de bureau. Otto-Office France distribue son offre aux particuliers par le biais de son référencement sur différentes places de marché telles que Fnac, Pixmania ou Rue du Commerce.
- En 2014, Otto-Office France change de nom et devient Maxiburo [1].